# بوني هولينغسوررث
بوني هولينغسوررث (بالإنجليزية: Bonnie Hollingsworth)‏ هو لاعب كرة قاعدة أمريكي، ولد في 26 ديسمبر 1895 في جاكسبورو في الولايات المتحدة، وتوفي في 4 يناير 1990 في نوكسفيل في الولايات المتحدة.

## وصلات خارجية
- بوني هولينغسوررث على موقعبيزبول رفرنس.كوم (الدوري الرئيسي) (الإنجليزية)
- بوني هولينغسوررث على موقعبيزبول رفرنس.كوم (الدوري الثانوي) (الإنجليزية)